# Električno vozilo
- Električni automobil, BMW i3 koji se puni iz standardne električne utičnice.
- Električni avion, Solarni impuls 2, koji je obleteo svet
- Električni čamac, Tûranor PlanetSolar, prvi čamac na solarni pogon koji je oplovio svet
- Električni brzi voz, Šinkansen serije N700 iz JR Central na Sanjo Šinkansenu, Japan
- Akumulatorski električni autobus, BYD autobus u Landskroni, Švedska
- E-bicikl, Giro, sa uklonjivom baterijom integrisanom u donju cev.
- Električni kamion, klase 8, Tesla Semi u Roklinu, Kalifornija
- Električna kolica, Italkar Ativa C2S.4

Električno vozilo (EV) je vozilo koje za pogon koristi jedan ili više elektromotora. Vozilo se može napajati kolektorskim sistemom, električnom energijom iz vanvoznih izvora, ili se može napajati autonomno pomoću baterije ili pretvaranjem goriva u električnu energiju pomoću generatora ili gorivnih ćelija. Električna vozila uključuju drumska i železnička vozila, električne čamce i podvodna plovila, električne avione i električne svemirske letelice.
Rana električna vozila su prvi put nastala krajem 19. veka, kada je Druga industrijska revolucija donela elektrifikaciju. Upotreba električne energije bila je među preferiranim metodama za pogon motornih vozila, jer obezbeđuje nivo tišine, udobnosti i lakoće rada koji nisu mogli da postignu automobili sa benzinskim motorom tog vremena, ali dometna anksioznost zbog ograničenog skladištenja energije koju su nudile tadašnje tehnologije baterija ometala su masovno usvajanje privatnih električnih vozila tokom 20. veka. Motori sa unutrašnjim sagorevanjem (benzinski i dizel motori) bili su dominantni pogonski mehanizmi za automobile i kamione oko 100 godina, ali je lokomocija na električni pogon ostala uobičajena u drugim tipovima vozila, kao što su vozila za masovni tranzit na nadzemni pogon kao što su električni vozovi, tramvaji, monošine i trolejbuse, kao i razna mala lična vozila male brzine i kratkog dometa na baterije kao što su skuteri.
Hibridna električna vozila, gde se elektromotori koriste kao dopunski pogon za motore sa unutrašnjim sagorevanjem, postala su rasprostranjenija krajem 1990-ih. Plag-in hibridna električna vozila, gde se električni motori mogu koristiti kao preovlađujući pogon, a ne kao dodatak, nisu videli nikakvu masovnu proizvodnju sve do kasnih 2000-ih, a baterijski električni automobili nisu postali praktične opcije za potrošačko tržište sve do 2010-ih.
Napredak u baterijskoj tehnologiji, električnim motorima i energetskoj elektronici učinio je električne automobile izvodljivijim nego tokom 20. veka. Kao sredstvo za smanjenje emisije ugljen-dioksida i drugih zagađivača iz izduvnih cevi, kao i za smanjenje upotrebe fosilnih goriva, vladini podsticaji su dostupni u mnogim oblastima za promovisanje usvajanja električnih automobila i kamiona.

## Literatura
- International Energy Agency, Global EV Outlook 2022.

## Spoljašnje veze
Медији везани за чланак Electrically powered vehicles на Викимедијиној остави